# Alsórákos (Brassó megye)

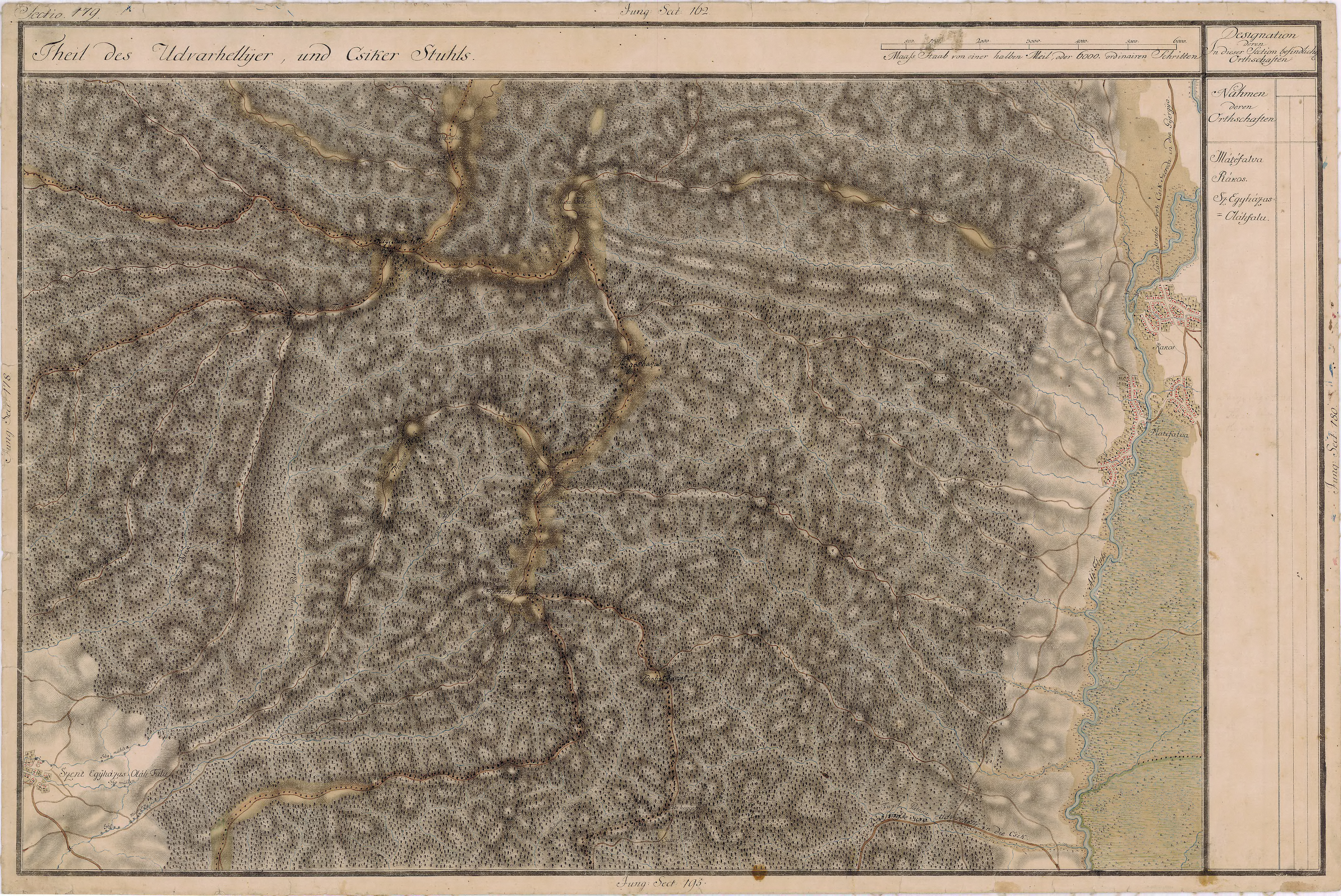
Rákos és Mátéfalva 1764–1785 között

Alsórákos (románul Racoș, németül Ratsch, szász nyelvjárással Ruekesch) falu  Romániában Brassó megyében. Alsórákos község központja, Mátéfalva tartozik hozzá.

## Fekvése
Brassótól 45 km-re északnyugatra, az Olt jobb partján, az Alsórákosi-szorosban fekszik.

## Nevének eredete
Nevét a Sóskút-patakáról (egykor Rákos-patak) kapta.

## Története
A tatárjárás előtt valószínűleg besenyő település volt, mely elpusztult. 1377-ben Racus néven említik először. A falunak már a középkorban is volt temploma.
A település az egykor itt virágzó bazaltbányászat központja volt. A határában található fekete színű bazaltoszlopok és környékük ma védett terület.
1910-ben 1973 lakosából 1844 magyar, 117 román, 7 német, 2 szlovák volt. A trianoni békeszerződésig Nagy-Küküllő vármegye Kőhalmi járásához tartozott. 1992-ben társközségével együtt 2996 lakosa volt, melyből 1804 magyar, 657 cigány, 529 román és 5 német volt.

## Kultúra
Alsórákos legnagyobb ünnepe Kicsi Pünkösd, a szabadság napja, amit Pünkösdhétfő után egy héttel tartanak. Helyszíne a református templom és az előtte álló „zádokfa”.
1848-ban földrajzi elszigeteltsége miatt a település jobbágyai későn tudták meg a jobbágyfelszabadítás elrendelését. Pünkösd után egy héttel egy lelkipásztor, aki Kolozsváron szolgált, érkezett haza szüleihez és hozta a hírt. A földeken dolgozók meghallván a felszabadulás hírét, elmentek a református templomba. Szerszámaikat letették az előtte álló öreg zádokfa (hársfa) alá, majd hálaadó istentiszteletet tartottak. Az akkori református lelkész úgy fogalmazott: „most töltetett ki ránk a szabadító Szentlélek, ezért ez a mi kicsi pünkösdünk, a szabadság napja”. Miután kijöttek a templomból, fogadalmat tettek a hársfa alatt, hogy az utánuk következő nemzedékek ezt a napot, mint a szabadság napját, minden évben megünneplik. Ezen a hétfőn minden munka szünetel, és valamennyi otthonától távol levő rákosi hazamegy, hogy részt vegyen az eseményen. Így született a népszokás, amely 1848 óta a falu legnagyobb ünnepe. Reggel fúvószenekar járja be a falut, majd istentiszteletet tartanak, délután az Oldalkertben folytatódik az ünnepség, amelyet este táncmulatság zár.
Temetőjében az itteni különleges temetkezési szokásokat bizonyítja a faragott lábfa, vagy lábtól való fa szokása.

## Építészet
Külön figyelmet érdemel a reneszánsz stílusban készült Sükösd–Bethlen-kastély, ami előbb a Sükösd, majd a Bethlen-család tulajdonában állt. Sükösd György mezei kapitány, udvari tanácsos kezdte el építtetni 1624-ben egy kolostor helyén, annak köveiből. A várfalak négyszögű udvart zárnak körül, minden sarkában egy-egy kör alaprajzú bástyával. 1694-ben gróf Bethlen Sámuel, Küküllő vármegye főispánja és Marosszék főkapitánya birtokába került, aki jelentős építő- és díszítőtevékenységet végzett a kastélyon. Ő építtette 1700-ban a bejáró fölé a tornyot, rajta a kőbe vésett kígyós Bethlen-címerrel Magasabbra emelte a falakat, valamint a bástyákat, ahol a szalonok, lakhelyek, konyhák, raktárak voltak. Mai formáját Bethlen Sámuel átalakításainak köszönhetően nyerte el.
A kastély az uradalommal együtt 1863-ig a Bethlen család birtoka, utolsó tulajdonosa Bethlen Mihály volt. Tőle vásárolta meg az Erdélyi Kereskedelmi és Hitelbank Rt, így jutott aztán a legnagyobb részvényes, gróf Teleki Sámuel tulajdonába. Az épület kálváriája az 1910-es években kezdődött. Lebontották a lovagtermet, ami ezáltal teljesen megsemmisült. Egy ideig a csendőrség használta a kastélyt, majd gazdasági istállóként szolgált tenyészállatok részére. 1945-ben megbontották a várfalat, és olyan kaput nyitottak rajta, amelyen befér egy cséplőgép. 1962-től gazdasági raktárként használták a kastélyt, ami egyre rosszabb és rosszabb állapotba került.
Restaurálása 1992-ben kezdődött. A felújítási munkálatok során megtörtént a kaputorony és tetőszerkezete kijavítása, a déli és nyugati épületszárny újrafödése, valamint megkezdték az északi oldalon a Makoldy József rajzairól is ismert, dór stílusú oszlopokra támaszkodó tornác újjáépítését. A renoválás, az anyagi lehetőségekhez mérten, napjainkban is tart.

## Látnivalók
- Református erődtemploma 1676 és 1686 között épült a Kövesoldal tetején, a régi templom maradványai beépültek az új templomba. 1831-ben újjáépítették.
- Négy saroktornyos várkastélya, a Sükösd–Bethlen-kastély romos állapotban áll. 1624-ben építtette Sükösd György mezei kapitány, kaputornyán a kastélyt átépítő Bethlen Sámuel kígyós címere látható 1700-as évszámmal.1918-óta elhanyagolták és fokozatosan pusztult, 1992-ben kezdték restaurálni.
- Unitárius temploma 1673 és 1675 között épült a Kalamár-hegyen.
- Ortodox temploma 1864-ben épült.
- Római katolikus temploma 1936-ban épült.
- A falutól félórányira az Olt szorosának jobb oldalán emelkedő hegyormon vár maradványai találhatók.
- Kissé távolabb a Mihálykő 1500 m magas sziklaormán állott Mihályvára, melynek romjai ma is láthatók.
- A szoros bal oldalán magasodó Ürmös-Tepejen egy másik vár csekély maradványai látszanak.

## Híres emberek
- Itt született Andrási Tivadar műfordító, szótárszerkesztő (1893–1941)